# San Mateo Sosola
San Mateo Sosola är en ort i Mexiko.   Den ligger i kommunen San Jerónimo Sosola och delstaten Oaxaca, i den sydöstra delen av landet, 300 km sydost om huvudstaden Mexico City. San Mateo Sosola ligger 2 085 meter över havet och antalet invånare är 582.
Terrängen runt San Mateo Sosola är kuperad. Runt San Mateo Sosola är det glesbefolkat, med 9 invånare per kvadratkilometer. Närmaste större samhälle är Asunción Nochixtlán, 13,2 km nordväst om San Mateo Sosola. I omgivningarna runt San Mateo Sosola växer huvudsakligen savannskog.